# Ringo Starr
Richard Starkey , mer känd under artistnamnet Ringo Starr, född 7 juli 1940 i Liverpool, är en brittisk musiker, sångare, låtskrivare och skådespelare, främst känd som trumslagare i bandet The Beatles under 1960-talet. Såväl då som under sin därpå följande solokarriär har han också skrivit egen musik kombinerat med en del skådespelande. 
Ringo Starr är vänsterhänt men har hela sin karriär spelat på vanliga trumset för högerhänta och har ofta i intervjuer hävdat att detta är en av de saker som kännetecknar hans stil som trummis.
Starr gifte sig 1965 med Maureen Cox med vilken han fick tre barn: Zak, Jason och Lee. Paret skildes 1975 och i april 1981 gifte Starr om sig med skådespelerskan Barbara Bach.
År 2011 blev Starr av musiktidskriften Rolling Stones läsare utsedd till den 5:e bästa trumslagaren genom tiderna.

## Barn- och ungdom
Ringo Starr föddes den 7 juli 1940 på 9 Madryn Street i Dingle, en stadsdel i Liverpool, Lancashire, England, som son till Elsie (född Gleave) och Richard Starkey, en konditor. Föräldrarna separerade när Starr var tre år gammal och hans mor gifte sig därefter med Harry Graves som kom att uppmuntra styvsonens intresse för musik. 
Under sin barn- och ungdomstid hade Starr stora problem med sjukdomar. Vid sex års ålder blev han allvarligt sjuk efter en blindtarmsinflammation som försvårades så djupt att han föll i koma och 13 år gammal drabbades han av tuberkulos och fördes till ett sanatorium där han vårdades under två år. Efter detta sjukhusbesök återvände han aldrig till skolan. 
Liksom de andra Beatles-medlemmarna började Starr i ett skiffleband då han 1957 bildade en grupp tillsammans med en vän. 1959 blev han medlem i Raving Texans och det var nu han fick/tog sitt smeknamn "Ringo Starr". "Ringo" kom från de många ringar han bar och "Starr" blev helt enkelt en förkortning av hans efternamn. I oktober 1960 döptes gruppen om till Rory Storm And The Hurricanes och i samma veva träffade de gruppen Beatles i Hamburg, Västtyskland som den 16 oktober fick höra Ringos trumspel för första gången.
Efter återkomsten till Storbritannien debuterade Starr som trumslagare för The Beatles; detta mellan 16 augusti 1961 och 5 februari 1962. Den 18 augusti 1962 fick Starr jobbet som Beatles trummis permanent efter att Pete Best fått sparken.

## Karriär

### Åren med Beatles
Starr fick posten som trumslagare i The Beatles först 1962, efter det att gruppen fått skivkontrakt, som ersättare för Pete Best som inte ansågs tillräckligt kompetent av producenten George Martin. Vid tiden hade Starr varit medlem i ett annat band, Rory Storm and The Hurricanes, som han nu lämnade. 
Beatles första singelskiva, Love me do, spelades först in med Starr vid trummorna men då producent Martin inte var nöjd med hans insats spelades låten in på nytt med studiomusikern Andy White på trummor och Starr på tamburin. Versionen med Starr vid trummorna gavs trots allt ut på originalupplagan av gruppens första singel, men på albumet Please Please Me och senare upplagor av singeln användes "tamburinversionen". Efter denna inledande besvikelse för Starr blev han dock fullt accepterad och spelade trummor på alla Beatleslåtar, utom tre spår (Back in the USSR, Dear Prudence och The Ballad of John and Yoko) där Paul McCartney i stället gör det. 
Starr sjöng också en låt på nära varje Beatlesalbum (med undantag för A Hard Day's Night, "Magical Mystery Tour" och "Let It Be"). Två av dessa låtar skrev han själv - "Don't Pass Me By" (på White Album) och "Octopus's Garden" (på Abbey Road). Han var även medkompositör till några spår på gruppens övriga skivor såsom Flying (Lennon/McCartney/Harrison/Starkey) och What Goes On (Lennon/McCartney/Starkey).

### Solokarriär och All-Starr Band
Efter att 1970 gett ut sina två första egna album – Sentimental Journey och Beaucoups of Blues – fick Starr 1971 sin första riktiga pophit med singeln It Don't Come Easy (#4 i både Storbritannien och USA). Samma år deltog han i välgörenhetskonserten Concert for Bangladesh som arrangerades av George Harrison. År 1972 kom singeln Back Off Boogaloo, där vännen Marc Bolan (T-Rex sångare) spelade gitarr (#2 i GBR och #9 i USA). År 1973 gav Starr ur LP:n "Ringo" som till dags dato är hans kommersiellt mest framgångsrika. Den sålde platina i USA och av de tre singlar som släpptes från den blev två av dem #1 på den amerikanska Billboard-listan (Photograph och You're Sixteen). På albumet medverkar de tre andra Beatlesmedlemmarna som låtskrivare och musiker, dock inte på samma låtar.
Starr spelade trummor också på några soloalbum av de andra Beatlarna: John Lennons John Lennon/Plastic Ono Band och Imagine, George Harrisons All Things Must Pass samt Paul McCartneys Pipes of Peace och Flaming Pie.
Starr har haft alkoholproblem, men är numera nykter och vegetarian. Starr har sedan 1989 turnerat med sitt eget band, Ringo Starr & His All-Starr Band, som sedan starten bestått av ett flertal olika formationer. Starr är även verksam som soloartist, och släpper även studioalbum under eget namn.
Starr valdes 2015 in i Rock and Roll Hall of Fame som soloartist. Därmed är Beatles den enda grupp där samtliga medlemmar valts in som soloartister. Tillsammans med The Beatles valdes han in som grupp i Hall of Fame 1988.

## Utmärkelser
Asteroiden 4150 Starr är uppkallad efter honom.

## Övrigt

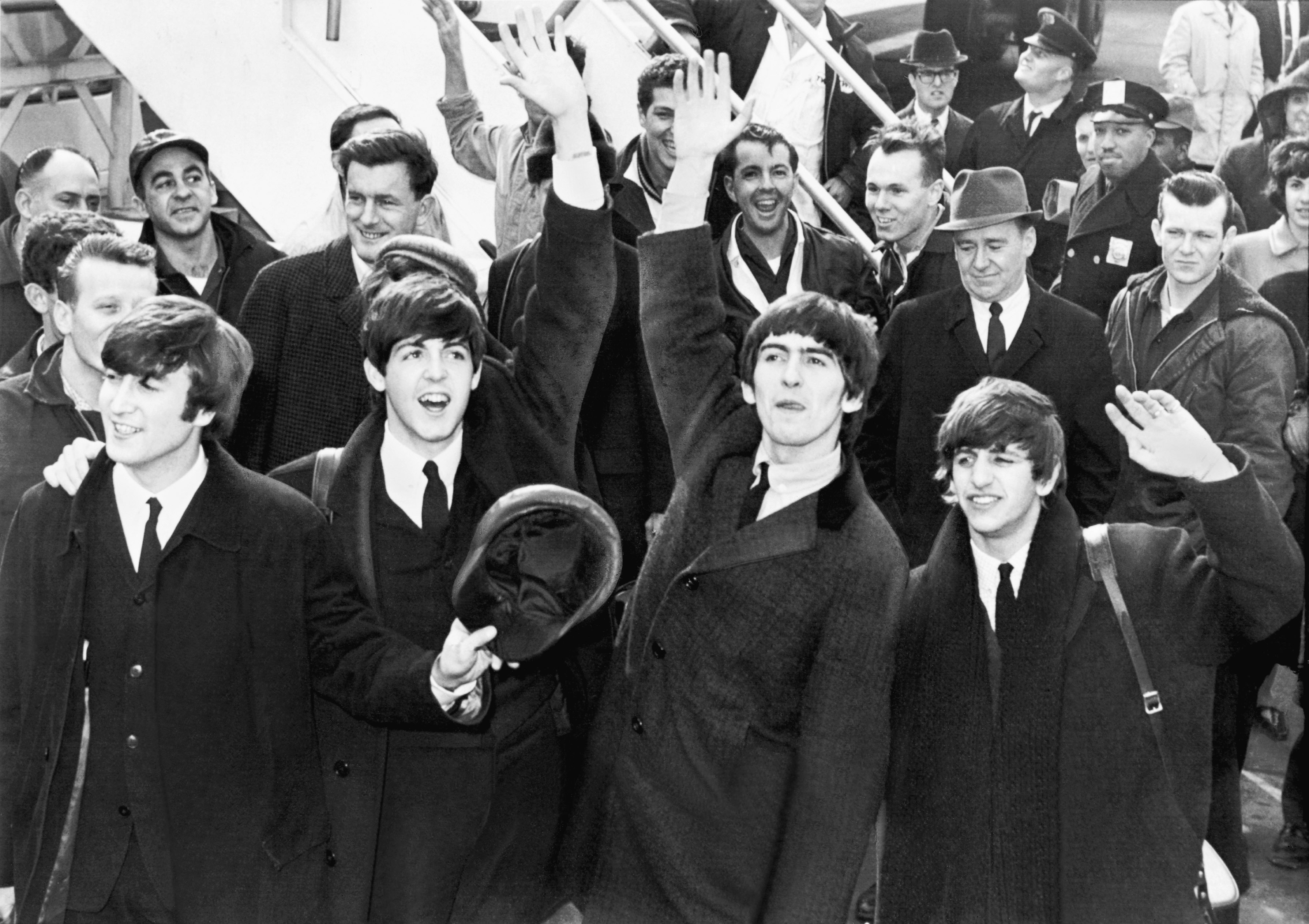
Beatles i New York 1964: John, Paul, George och Ringo.

- Starr lades akut in 1964 för att operera bort tonsillerna och ersattes tillfälligt av Jimmie Nicol på bandets turné i Europa och Australien. Jimmie fick £500 och en guldklocka för sin korta tid i The Beatles.
- Under hela Beatlesepoken gjorde Ringo Starr endast ett trumsolo på skiva - i låten "The End" på albumet Abbey Road. Paul McCartney har berättat att när de träffades så frågade Paul vad Ringo tyckte om trumsolon och svaret han fick var att Ringo hatade dem.
- Under inspelningarna av White Album lämnade Ringo gruppen. Han tyckte inte att han spelade tillräckligt bra och kände sig utanför gemenskapen. Efter två veckor lät han sig till slut övertalas att komma tillbaka. Under hans frånvaro spelades Back in the USSR och Dear Prudence in med Paul McCartney bakom trummorna.
- Han medverkade 1971 i Frank Zappas film 200 Motels.
- Ringo Starr har medverkat på ett antal av Peter Framptons album.
- Ringo Starr invaldes i Rock and Roll Hall of Fame 1988 med The Beatles.
- Ringo Starr fick en stjärna på Walk of Fame 2010.[13]
- Starr valdes 2015 in i Hall of Fame som soloartist.
- Han förlänades 1965 Brittiska Imperieorden av graden MBE för sina musikaliska framgångar liksom de övriga medlemmarna i Beatles. Han adlades på nyårsafton 2017.[14]

## Diskografi

### Singlar
- 1970 – Beaucoups of Blues
- 1971 – It Don't Come Easy
- 1972 – Back of Boogaloo
- 1973 – Photograph
- 1974 – You're Sixteen
- 1974 – Oh My, My
- 1974 – Only You (And You're Alone)
- 1974 – No No Song / Snookeroo
- 1975 – (It's All Down To) Goodnight Vienna / Oo-Wee
- 1976 – A Dose of Rock'n'Roll
- 1976 – Hey! Baby
- 1977 – Drowning in the Sea of Love
- 1977 – Wings
- 1978 – Tonight (UK)
- 1978 – Lipstick Traces (On A Cigarette)
- 1978 – Heart On My Sleeve
- 1981 – Wrack My Brain
- 1981 – Private Property
- 1992 – Weight Of The World
- 1998 – La De Da
- 1999 – Come On Christmas, Christmas Come On
- 2003 – Never Without You
- 2005 – Fading In and Fading Out
- 2008 – Liverpool 8
- 2009 – The Official BBC Children In Need Medley
- 2009 – Walk With You
- 2012 – Wings

### Album
- 1970 – Sentimental Journey
- 1970 – Beaucoups of Blues
- 1973 – Ringo
- 1974 – Goodnight Vienna
- 1975 – Blast From Your Past
- 1976 – Ringo's Rotogravure
- 1977 – Ringo the 4th
- 1978 – Bad Boy
- 1981 – Stop And Smell The Roses
- 1983 – Old Wave
- 1989 – Starr Struck, Best of Ringo Starr vol. 2
- 1990 – Ringo Starr and His All Starr band - Live
- 1992 – Time Takes Time
- 1998 – Vertical Man
- 1998 – VH1 Storytellers
- 1999 – I Wanna be Santa Claus
- 2003 – Ringo Rama
- 2005 – Choose Love
- 2007 – Photograph - The very best of Ringo
- 2008 – Liverpool 8
- 2010 – Y Not
- 2012 – Ringo 2012
- 2015 – Postcards From Paradise
- 2017 – Give More Love
- 2019 – What's My Name
- 2025 – Look Up

## Källhänvisningar
1. ↑  The London Gazette, 43667, 12 juni 1965, s. 5489, läs online.[källa från Wikidata]
2. ↑  läs online, www.oscars.org .[källa från Wikidata]
3. ↑  Rock and Roll Hall of Fame-ID: ringo-starr.[källa från Wikidata]
4. ↑  The London Gazette, 62150, 30 december 2017, s. N2, läs online.[källa från Wikidata]
5. ↑  The London Gazette, 62427, 2 oktober 2018, s. 17637, läs online.[källa från Wikidata]
6. ↑  Dr Ringo Starr: Beatles drummer gets honorary doctorate (på engelska), BBC News Online, 3 juni 2022, läs online.[källa från Wikidata]
7. ↑  AZ Quotes
8. ↑  http://www.rollingstone.com/music/photos/rolling-stone-readers-pick-best-drummers-of-all-time-20110208/5-ringo-starr-0875383
9. ↑  ”Ringo Starr – Stage Names Origins” (på amerikansk engelska). Ultimate Classic Rock. http://ultimateclassicrock.com/ringo-starr-stage-names-origins/. Läst 20 maj 2017.
10. ↑  ”IC Liverpool, vegetarian”. Arkiverad från originalet den 9 juni 2012. https://web.archive.org/web/20120609184753/http://icliverpool.icnetwork.co.uk/0800beatles/0050news/tm_objectid%3D17116556%26method%3Dfull%26siteid%3D50061%26headline%3Dringo-braves-the-weather-to-get-ahead-in-the-gardening-stakes-name_page.html.
11. ↑  https://www.rockhall.com/inductees/ringo-starr
12. ↑  ”Minor Planet Center 4150 Starr” (på engelska). Minor Planet Center. https://www.minorplanetcenter.net/db_search/show_object?object_id=4150. Läst 9 juni 2023.
13. ↑  http://projects.latimes.com/hollywood/star-walk/ringo-starr/
14. ↑  ”Ringo Star blir adlad”. Aftonbladet. https://www.aftonbladet.se/nojesbladet/a/e1PWPy/ringo-starr-blir-adlad--efter-kritiken.